# غرق شدن مهاجران در جزایر تورکس و کایکوس (۲۰۰۹)
غرق شدن مهاجران در جزایر تورکس و کایکوس (انگلیسی: 2009 Turks and Caicos Islands migrant shipwreck) شب هنگام ۲۶ ژوئیه ۲۰۰۹ کشتی حامل مهاجران هائیتی در نزدیکی جزایر تورکس و کایکوس ناپدید شده و غرق‌شد و تا آخرین برآورد حداقل ۱۵ جسد شناسایی و ۷۹ نفرمفقود شده‌اند.

## شرح واقعه
این کشتی قبل از غرق‌شدنش به مدت سه روز در آب‌های دریای کارائیب در حرکت بود، یکی از بازماندگان کشتی نقل کرده، هنگامیکه کشتی در حال فرار از یک گشت پلیس تورکس و کایکوس بود به تپه (Molasses Reef) برخورد کرد. کالوین چیس یک گروهبان پلیس تراکس و کایکوس تأیید کرد که کشتی به تپه دریایی غرب جزیره کایکوس تصادف کرد. وی اضافه کرد ما ۱۲۴ سرنشین مهاجر این کشتی را نجات دادیم که شامل ۱۰۲مرد و ۲۲ زن بودند. آمار دقیقی از سرنشینان کشتی که بر روی عرشه بودند نداریم اما به گفته نگهبان ساحلی تعداد سرنشینان کشتی ۱۶۰ تا ۲۰۰ نفر تخمین زده می‌شود.

## عملیات نجات
تعداد زیادی از سرنشینان بر اثر تصادف کشتی مصدوم شدند که مجروحین خیلی جدی با هلیکوپتر به بیمارستان جزیره (Providenciales) منتقل شدند. تعداد زیادی هم توسط قایقهای کوچک انتقال یافتند و ۵نفر از مهاجرین هم با شنا کردن سلامت خود را به ساحل رساندند.
گزارش این حادثه توسط مقامات تراکس و کایکوس به نگهبان ساحلی ایالات متحده منتقل شد. باری بنا (Barry Bena) یک سخنگوی نگهبان ساحلی اظهار داشت که آن‌ها ۱۱۳ مهاجر را نجات دادند و در جستجوی باقی‌مانده افرادی هستند که امکان زنده بودنشان وجود دارد و امیدوارند که سایر مهاجران مفقود پیدا شوند اما به دلیل این که شب بوده‌است گشت نجات موفقیتی نداشته. یک هلیکوپتر به همراه نور افکن توسط ایالات متحده به مأموریت گشت زنی فرستاده شده بود.

## تلفات
کالوین چیس یک گروهبان پلیس تراکس و کایکوس اظهار داشت: حداقل ۱۵ جسد شناسایی و ۷۹ نفر مفقود شده‌اند.
آمار دقیقی از سرنشینان کشتی که بر روی عرشه بودند نداریم اما به گفته باری بناBarry Bena گارد ساحلی تعداد سرنشینان کشتی ۱۶۰ تا ۲۰۰ نفر تخمین زده شد. گروهبان کالوین اظهار داشت: ما ۱۲۴ سرنشین مهاجر این کشتی را نجات دادیم که شامل ۱۰۲مرد و ۲۲ زن بودند.

## علت واقعه
تحقیقات حول بررسی علت این حادثه ادامه دارد. کشتی فاقد موتور بوده. هابرت هیوز Hubert Hughes معاون پلیس تراکس و کایکوس مدعی است که به تعقیب قایق نپرداخته‌است و هنگامی متوجه موضوع شده که اشکالی برای کشتی به وجود آمده بود و برای کمک به آن اقدام کرده‌است.
برگرداندن شهروندان هاییتی بلافاصله آغاز گشت. نگهبان ساحلی اظهار داشت علت سوار کردن بیش از گنجایش کشتی است وی گفت هفته گذشته یک قایق ۶۰کیلوگرمی که ۱۲۴ مهاجر غیرقانونی از هائیتی را سوار کرده بود در ۲۴۰ کیلومتری جنوب غربی این ناحیه دستگیر کرده و آن‌ها را به هائیتی بازگردانده است.